# Lingen (Herefordshire)
Pour les articles homonymes, voir Lingen (homonymie).
Lingen est une paroisse civile et un village du Herefordshire, en Angleterre.